# Sowice (ptaki)
Sowice (Hieracoglaucinae) – podrodzina ptaków z rodziny puszczykowatych (Strigidae).

## Zasięg występowania
Podrodzina obejmuje gatunki występujące w Australii, Oceanii i Azji.

## Systematyka
Do podrodziny należą następujące rodzaje:
- Uroglaux Mayr, 1937 – jedynym przedstawicielem jest Uroglaux dimorpha (Salvadori, 1874) – sowica jastrzębia
- Ninox Hodgson, 1837